# Мунчешты (микрорайон)
Микрорайон Мунчешты (рум. Cartierul Muncești) — находится в столице Молдовы, в Кишинёве. Он был построен в советское время и представляет собой типичный жилой район, характерный для этого периода, с многоэтажными домами, школами и учреждениями социальной инфраструктуры.

## Название
Происхождение названия «Мунчешты» связано с именем человека Манку (Манчиу). Этимологически название образовано от имени, к которому добавлен формант -ешты (-ești), что указывает на принадлежность или связь. В процессе изменения название трансформировалось в «Мунчешты» из-за формального сходства с словом «работа» или «труд». Таким образом, название отражает как личное имя, так и связь с трудовой деятельностью.

## История

##### Упоминание
Микрорайон в секторе Ботаника, представляющий собой восточную часть этого района, возник на месте бывшего сельского населённого пункта Мунчешты, упоминаемого в документах как Мэнчешты.
Первый документ, относящийся к селу Мэнчешты, датируется 1642 годом. Местное поместье находилось в собственности Митрополии Ясс (1812), затем владельца И. Бартоломеу (1817). В 1820 году в селе насчитывалось около 50 дворов, деревянная церковь, фруктовые деревья. В экономической жизни города Кишинёв населённый пункт участвует ещё с 18 века, а позже, в течение 20 века, он также был территориально включён в состав города.

##### Послевоенное строительство
Как и многие другие районы Кишинёва, Мунчешты начали активно застраиваться в 1960-е годы. Это было время, когда в стране ощущалось острая нехватка жилья, и государственные предприятия занимались строительством новых жилых комплексов.
С развитием жилого микрорайона в Мунчештах также начали строиться образовательные учреждения, такие как школы, училища и детские сады, а также медицинские учреждения и магазины.

##### Современность
В 1990-е и 2000-е годы микрорайон продолжал развитие, с появлением частного сектора и бизнесов, что способствовало экономическому росту. Здесь открывались магазины, кафе и другие предприятия.

## Значимость микрорайона

##### Жилищные условия
Микрорайон Мунчешты предлагает разнообразное жильё, включая многоэтажные дома, новостройки и частные дома, с благоустроенными территориями и зелёными зонами.

##### Инфраструктура
В микрорайоне имеются школы, профессиональные школы (училища), детские сады, медицинские учреждения и множество магазинов. Транспортная доступность связывает его с другими районами Кишинёва.

##### Промышленные отрасли и производства
В микрорайоне есть несколько отраслей промышленности. В лёгкой отрасли производятся текстиль, одежда и изготовление обуви.
В пищевой отрасли есть переработка сельскохозяйственной продукции, а также производство молочных продуктов, мяса и консервов.

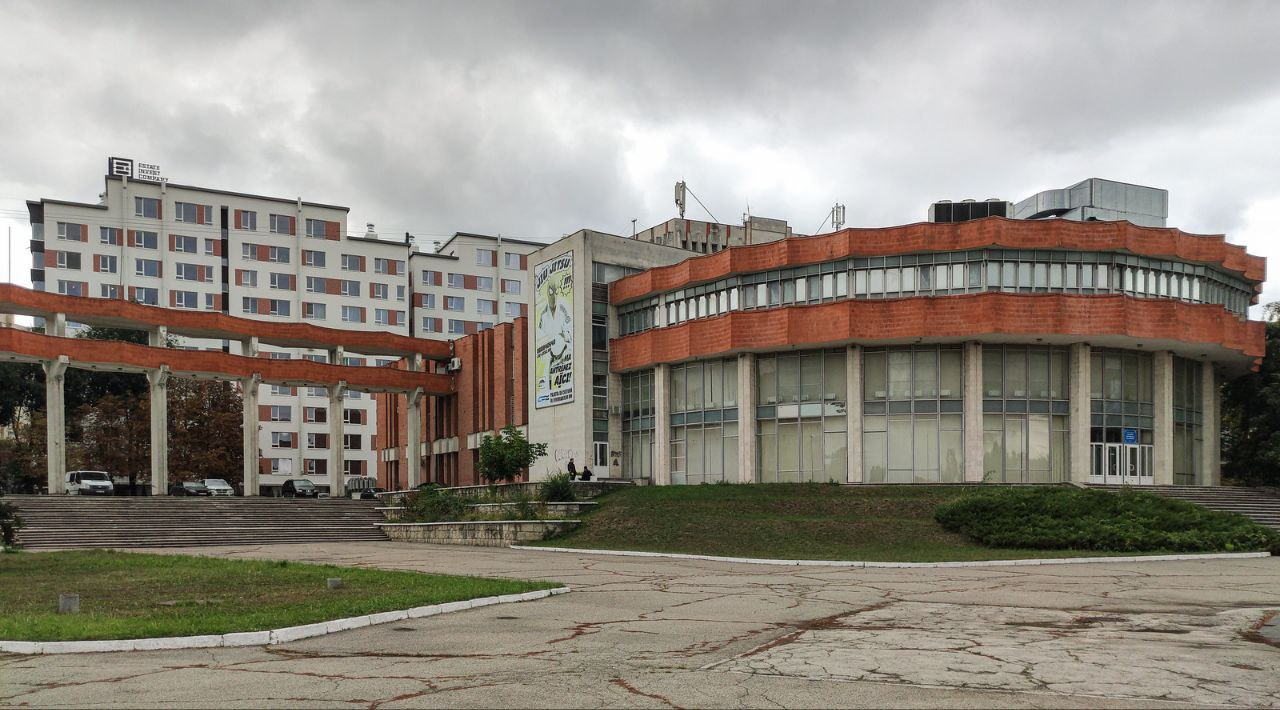
Дворец железнодорожников

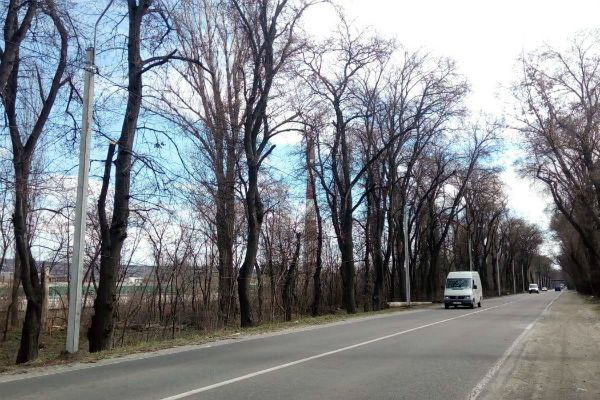
Мунчештское шоссе

## Транспорт
В микрорайоне Мунчешты представлен общественный и железнодорожный транспорт.
Автобусные: 18, 18А, 18B, 23;
Троллейбусные: 5,20, 28, 38;
Маршрутные такси: 120.